# 오이카와 미츠히로
오이카와 미쓰히로(일본어: 及川 光博, 1969년 10월 24일 ~ )는 일본 도쿄도 오타구 출신의 뮤지션, 싱어송라이터, 배우이다.
세이죠학원 중학교, 고등학교, 세이죠 대학 법학부 법률학과 졸업. 소속사무소는 마더 엔터프라이즈. 1996년 5월 가수로 데뷔한 이래 끊임없이 아티스트와 배우로서 활발하게 활동하고 있다. 가족은 아버지, 어머니, 형, 여동생. 형은 결혼해서 조카가 3명 있다.부모님은 외식업과 댄스홀등 사업을 경영하고 있다.
2011년 7월 27일, 다카라즈카 가극단 출신 배우 단 레이와 결혼하였다.

## 성격
애칭은 밋치. 동시에 이것을「직업」이라고도 자칭.
장점은「이상주의」, 단점은「완벽주의」라고 스스로 말하고 있다. 그는 보통 소속 사무소가 관리하는 탈렌트로써의 프로듀스를 자신이 직접 지침을 정해 셀프 프로듀스를 한다. 또 가수로서는 라이브 콘셉트, 구성, 연출, 안무 등 전부 직접 고안해서 총괄한다.
그는 팬을 매우 소중하게 여기며, 팬으로부터의 편지, 메일, 콘서트 회장 개연 전에 팬에게 나누어 주는 앙케이트 용지 등은 아무리 시간이 없어도 본인 스스로 전부 직접 읽어 본다고 한다. 여성팬을 부를 때는「베이베」, 남성팬을 부를 때는「단시(男子)」라고 부른다.
배우로써의 직업 등 다른 일이 아무리 바빠도 매년 전국 투어는 빼놓지 않고 한다. 투어 라이브는 자신의「삶발표회」라고 한다. 그의 콘서트 라이브는 관객을 함께 끌어들여 팬이 무아지경으로 춤추는 것으로 유명하다. 팬이 폼폼을 가지고 와서 그걸 가지고 춤추는 것이 항례가 되어 있는 악곡「죽어도 좋아(死んでもいい)」등도 있다. 또 라이브 참가시 팬이 코스프레를 하는 일도 많다. 통틀어 애니 코스프레라기보다 초기에는 오이카와 자신의 인격 캐릭터 중「정신과 의사」라는 캐릭터가 존재했고,「초승달 공주(三日月姫)」PV등의 영향으로 의사의 흰가운, 간호사나 안경 등의 코스튬이 많았다. 스스로가 제복을 좋아하고 즐겨 입는 만큼 메이드복, 교복 등의 코스튬도 있다.
또 연예계의 친구나 지인을 부를 때도 여성은「이름+베이베」, 남성은 오이카와 자신이 멋대로 붙인 별명으로 부르는 일이 많다고 한다. 본인에 의하면「마음의 거리를 좁히고 싶기 때문」이라고 한다. 극작가 쿠도 칸쿠로(宮藤官九郎)는 처음 만난 오이카와에게「캉쿠쨩」이라고 불려서「캉쿠쨩이라고 불린 적은 한번도 없는데......」라고 당황했던걸 티비 프로에서 얘기한 적도 있다.
초기에는 자신의 안에 7명의 인격이 존재해서 각각의 캐릭터를 연기하고 있었다(실제로는 7명 이상의 캐릭터가 있었다). 악곡에도 등장하고 있는 하나츠바키 란마루(花椿蘭丸は)는 그 중 한명. 그 외는 안무가나 정신과 의사, 견습 카메라맨 등이 있다. 현재는 각각의 인격이 통합되어 오이카와 미츠히로로써 존재하고 있다고 본인이 말했다.
애니메이션이나 만화책을 매우 좋아하며 자주 본다. (『코무쨩과 카운트다운』제 313회로부터)
『파트너(相棒)』Season7의 최종화부터 미즈타니 유타카의 2대째 파트너가 되었다.
메구미 토시아키(恵俊彰)의 라디오 프로에 출연했을 때「캐릭터가 겹치는 아티스트는 굳이 말하자면 Gackt네요」라는 말에「자주 들어. 하지만 달라 .난 복근이 안 갈라져 있지만 각군은 완전 왕자(王字)복근이니까(웃음)」라고 답했다.

## 교우관계

### 이마와노 키요시로와의 관계
이마와노 키요시로(忌野清志郎)에게 악곡 제공을 의뢰했을 때 교류가 시작되었다. 이 때 키요시로가「어차피 할꺼면 같이 유니트 하자」고 제안하여, 음악 유니트「미츠키요(ミツキヨ)」가 탄생됐다. 키요시로와의 첫대면시에는「위대한 보스」(본인담)에게로의 경외심에서 우러나는 긴장감을 풀려고「하~이, 나 밋치야! 키요땅이라고 불러도 돼?」라고 일부러 더 발랄하게 하며(본인담) 키요시로를 놀래켰다는 에피소드를 미츠키요로써 NHK에 초대되었을 때 키요시로 앞에서 얘기했다. 키요시로는 취미인 자전거로 자주 오이카와가 일하는 곳까지 따라 와서는 오이카와의 일에 갑자기 참가하거나 했다. 영화「1980」의 까메오 출연도 「나도 출연할까」라는 키요시로의 한마디로 급거 출연이 결정되었다. 키요시로 서거 후, 2009년 10월 14일 방송분의「테츠코의 방(徹子の部屋)」에 오이카와가 나왔을 때, 둘이 출연했던 「뮤직 스테이션」의 VTR이 흐르자 「뭔가 치밀어 올라 오네요」라며 눈물을 보인 씬도 있다.

### 카라사와 토시아키와의 관계
NHK 대하 드라마『토시이에와 마츠(利家とまつ)』,후지 티비 드라마『하얀 거탑(白い巨塔)』,영화『캐산(CASSHERN)』,『20세기 소년』제1장등에서 함께 출연한 사이이다.모 티비 프로에 카라사와가 게스트 출연했을 때 후배로 친분이 있는 오이카와에 관해 화제로 올린 적이 있다.그 때 카라사와 자신이「오이카와씨는 어떤 사람?」이라는 질문에 대해 얘기한 것에 의하면 어느날 밤 카라사와가 오이카와랑 함께 술 마시려고 그를 불렀더니 오이카와의 향수 냄새가 너무 진해서 카라사와가「밋치,향수 냄새 너무 독해!」라고 말하니 오이카와는「난 아름다운걸 좋아하니까...중얼중얼」이라고(카라사와의 말에 의하면「뭔가 알 수 없는」)나약한 변명을 했다고 한다.오이카와는 카라사와를「형(아니키=アニキ)」라고 부르며 따르고 있어서 모잡지에서「나에게 있어서 '파트너'는 카라사와상」이라고 말한 적이 있다.그 잡지에서는『파트너(相棒)』에 출연 제의를 받았다고 카라사와에게 말하니 바로「출연해」「이걸로 너도 전국구야」라고 카라사와가 말한 것도 언급하고 있다.또 카라사와가 오이카와의 맨션을 갑자기 방문해서「밋치,온천에 가자!」라고 했는데「목욕 안했으니까 나가기 싫어」라고 말하는 오이카와에게 카라사와는「온천에 들어가는데 목욕 할 필요가 있냐」라고 받아친걸 카라사와랑 오이카와가 여러 티비 프로그램에서 얘기했다.둘은 종종 도쿄 다카라즈카 극장에 나타나 함께 다카라즈카를 관극하기도 한다.

## 취미/기호

### 좋아하는 타입의 여성
2007년 후지 티비의 음악 방송『HEY!HEY!HEY!』에 우타다 히카루(に宇多田ヒカル)의 친구로써 출연했을 때 오이카와 스스로「난 안경을 쓴 여성을 좋아해요.안경 페치예요」라고 고백했다.안경을 쓴 여성을 좋아하는 이유는「지적으로 보이고 안경 속으로 들여다 보고 싶어요」라는 것으로「특히 체인이 달린 안경을 쓴 여성에게 타오른다」라는 것.또 다리 페치이기도 하다.유명인중에서 취향인 타입의 여성은 타키가와 크리스텔(滝川クリステル),니콜 키드먼.최근은「형사 드라마에 나오는 아담한 요리 가게의 여주인같은 사람이 좋아요」라고 말했다.

### 프린스
프린스의 대팬이다.CD와 레코드는 거의 소유하고 있다고 한다.특히 좋아하는 곡은「Sexy Dancer」.콘서트 회장에서 프린스의 곡이 흐르는 적이 때때로 있다.콘서트의 앵콜곡으로써도 유명한「S.D.R.」은 프린스의「D.M.S.R.」의 오마쥬곡으로 보인다.또 프린스가 발음불가능한 심볼 마크로 개명하고「전직(元)프린스」라고 불리고 있던 시절「왕자 그만 두겠습니다.전직(元)왕자라고 불러 주세요」라고 말한 적이 있다.

### 타카라즈카 극단
어린 시절 어머니의 영향으로 다카라즈카 극단을 즐기게 되어 대팬이다.특히 아란 케이(安蘭けい)의 팬으로 그녀가 신인 시절부터 응원했었다.잡지와 인터뷰등에서는「남자역은『그림자(影)』가 있어야 하죠!」「미스테리어스한 점이 매력이예요」라고 말했다.또 2009년부터 2010년에 걸쳐서 다카라즈카 가극 하나구미(花組) 공연에서『파트너(相棒)』가 공연되게 되어 본인은「다카라즈카 팬이기 때문에 2배로 기대!! 게다가 주연은 친구인 마토부 세이(真飛聖)!! 절대로 보러 갈거예요」라고 말했다.

### 건담
건담을 좋아하는 연예인중의 한명이기도 하며 이전 일본 티비계의『아리조나의 마법』이라는 방송에서 나카노 브로드웨이에 있는 만다라케에서 쇼핑을 했을 때,ZAFT의 아스란 자라의 코스프로 의상을 입고「난 뭐든지 어울려」라고 자찬하며 기뻐했다.그 때 처음으로 가 본 나카노 브로드웨이의 물품들과 감성이 일치해서 감동 한 오이카와는 촬영중 사이 시간에 ATM에서 직접 구좌에서 100만엔을 꺼내 사적인 쇼핑에 몰두했다.쓴 금액은 가면 라이더의 피규어등에 약 43만엔.
또 건담 인연으로 메테레(メ~テレ)로부터「메테레★ THE FIRST 친선대사」로도 임명되어 활약했다.
2010년에 발표된 PSP용 게임 건담 어썰트 서바이브에서는 주제가『哀 NEED YOU』를 부르며 커스텀 파일럿의 성우를 담당.

## 에피소드

### 오이카와의 라이브
오이카와의 라이브,콘서트에서는 객석을 향해 회장의 일체감을 높이기 위해 매우 빈번하고 정중하게 팬들을 부른다.회장의 앞쪽,중앙,뒷쪽,2층,3층등 파트로 나눠서 각각의 장소의 관객을 향해서「마에(앞)베이베(前ベイベー!)」,「만나카(중앙)베이베(真ん中ベイベー!)」,「우시로(뒤)베이베(後ろベイベー!)」,「니카이(2층)베이베(2階ベイベー!)」,「상카이(3층)베이베(3階ベイベー!)」라고 부른다.그 회장에 있는 팬은 부름에 응하며 라이브를 함께 고조시켜 가는 것이 관습이 되어 있다.
또 라이브는 1부와 2부로 나뉘며 그 사이에「사랑과 철학의 작은 방(愛と哲学の小部屋)」이라는 코너가 있어서 팬들로부터 라이브 개연전에 받은 앙케이트 용지를 상자속에서 무작위로 꺼내 읽으며 질문에 답하는 코너도 존재하며 라이브 종료후의 감상 앙케이트도 있다.

### 왕자라는 호칭에 대해
데뷔 이래 스스로를「왕자」라고 칭했었지만 1998년 8월 22일,후지큐 하이랜드 코니퍼 포레스트에서 열린 원맨쇼「마궁의 성전(魔宮の聖戦)」에서「왕자」를 그만 둔다고 선언.또 같이「왕자」로 불리고 있던 KinKi Kids의 도모토 코이치(堂本光一)에게「왕자」를 물려 준다고 발언했다.

### 히스토리
학생 시절「반상회 노래 자랑 콘테스트에서는 언제나 우승했었다」라고 팬클럽 이벤트의 온천 투어에서 직접 얘기한 적이 있다.초등학교 때는 이지메를 당했었지만 아동 회장이었다.(아버지는 학부모회(PTA) 회장이었다).중학교 때는 농구부에 소속.이 중학교 시절,발렌타인 데이에 복도의 끝에서부터 끝까지 걸으면 양손에 다 들 수 없을 정도로 대량의 쵸콜렛을 여학생으로부터 받아서 다음날 반 남자아이들 전원한테 무시 당하기도 했다는 슬프지만 웃기는 에피소드를 티비 프로그램『멘토레G(メントレG)』에서 본인이 말했다.고등학교 시절은 그라운드 하키부에 소속하며 캡틴이었던 것과 동시에 여자 댄스부 코치이기도 했다.대학 시절은 더욱 여러 써클에 소속해서 멀티적 재능을 꽃피웠다.학업면에서는 법학부였음에도 불구하고 프랑스 혁명에 대해 논문을 부탁받은 것도 아닌데 스스로 써서 교수에게 제출한 적이 있다고 한다.

### 학생시절
전차안에서 우연히 타고 있던 모리오카 켄(森岡賢:元SOFT BALLET)을 발견.악수를 했지만 그 때 본 모리오카와 무대위에서의 모리오카와의 인상이 너무나 달랐기 때문에(모리오카는 트레이닝복 차림으로 편의점 비닐 봉지를 들고 있었다)「일을 안하면 저렇게 되어 버리는 구나,난 일을 제대로 해야지」라고 본보기로 삼았다고 한다.

### 카운트다운 라이브의 코스프레
매년 12월 31일에 열리는 카운트다운 라이브「가는 밋치 오는 밋치(ゆくミッチーくるミッチー)」의 오프닝에서도 코스프레로 등장한다.지금까지 한 코스프레로는 샤아를 흉내 낸「붉은 수성의 냐아」를 시작으로『사이보그009』,『우주전함 야마토』,『루팡3세』(초록 자켓 버전),『걋챠맨(독수리 오형제)』,『베르사이유의 장미』등 주로 1970-1980년대에 일세를 풍미한 애니메이션 작품들.그러나 2007년 카운트다운 라이브에서는「소재가 다했다」라며 특별히 모델은 없는 중국 왕조 시대의 황제를 방불케 하는 복장으로 나타났다.2008년은「은하영웅전설」의 라인 할트로,밴드 멤버는 제국단,여성은 코드 기어스의 제복.2009년은 마이클 잭슨의 의상으로 등장.드럼의 아베 카오루씨는 버블스군(드래곤볼)의 머리에 덮어 쓰는 가면을 달고 등장。곡의 어렌지도 마이클조로 몇곡인가 연주 되었다.

### 새벽녘의 미슈쿠(三宿)에서
새벽 5시경 미슈쿠(三宿)의 교차로에 화려한 셔츠를 입고서 멍하니 서있던걸 폭로 당해 약간 당황해 한 적도 있다.

### 미의식
독특한 미의식을 가지고 있어서, 라이브의 의상과 세트는 전부 그 투어의 컨셉에 맞춰 예술성이 높은 것들로 되어 있다. 그러나 라이브에 불시 참가한 카라사와 토시아키에게서 그가 입고 있던 옷에 대해 "커튼같은 모양이네."라는 평가를 받고 적지 않은 쇼크를 받기도 했다.

### 드라마 '파트너(相棒)'
『파트너(相棒)』출연 제의를 매니저로부터 들었을 때는 스스로 「재밌는 캐스팅이네」라고 생각했다고 한다. 또 딱 40세를 맞은 해이기도 해서 「이건 내 자신의 인생에 터닝 포인트가 될지도」라고 얘기했다고. 같이 출연한 미즈타니 유타카는 어린 시절에 봤던 「열중시대(熱中時代)」의 이미지가 강해서 현장에서 무심코 「선생님」이라고 불러 버린다고 한다. 덧붙여 미즈타니는 다른 사람과 똑같으면 재미없다는 이유로 오이카와를 밋치가 아니라 「밋쨩」이라고 부른다.

## 가수 뮤지션으로써의 활동

### 싱글
- 2009年10月21日 네가 기다리고 있어(君がまってる。) [Lantis]

(테레비 아사히계 애니메이션『배틀 스피릿츠 소년 격패 단』엔딩 주제가)
- 2009年08月05日 전략,달위에서.(前略、月の上から。) [Lantis]

(테레비 도쿄계 드라마『우리는 천사다! NO ANGEL NO LUCK』오프닝 주제가)
- 2008年10月08日 GO AHEAD!! [Lantis] (작곡은 GLAY의 TAKURO가 했다)

(테레비 아사히계 애니메이션『배틀 스피릿츠 소년 돌파 바신』오프닝 주제가)
- 2008年03月26日 Sparkling Girl [TRICKSTAR RECORDS/喝采] DVD 봉입

(ABC테레비,테레비 아사히계 버라이어티 방송『근미래×예측 테레비 지킬&하이드』사회:폭소문제의 엔딩 테마:2008년 4월 13일일부터)
- 2006年06月07日 가정내 데이트(家庭内デート) [TRICKSTAR RECORDS/喝采]「야나家」명의 발매.사이토 유키와의 음악 유니트

- 2005年02月23日 사랑의 메모리(愛のメモリー) [TRICKSTAR RECORDS/喝采] 마츠자키 시게루의 왕년의 명곡 커버

(드라마『부호형사(富豪刑事)』의 엔딩 테마)
- 2003年03月05日 러브송(ラヴソング) [워너 뮤직 저팬]

- 2002年10月30日 강렬 로맨스(強烈ロマンス) [워너 뮤직 저팬]「미츠키요(ミツキヨ)」명의로 발매.이마와노 키요시로와의 유니트

- 2001年11月07日 천사의 노래(天使のうた) [東芝EMI]

- 2001年08月29日 마음의 어둠(ココロノヤミ) [東芝EMI]

- 2000年10月12日 CRAZY A GO GO!! [東芝EMI]

- 2000年08月09日 퍼즐 조각(パズルの欠片) [東芝EMI]

- 1999年04月21日 장미빛 인생(バラ色の人生) [東芝EMI]

- 1998年10月07日 나의 제리/오늘밤 핑크 클럽에서(僕のゼリー／今夜、桃色クラブで。) [東芝EMI]

- 1997年12月10日 피앙세가 되고 싶어(フィアンセになりたい) [東芝EMI]

- 1997年07月16日 그 방법을 나는 몰라(その術を僕は知らない) [東芝EMI]

- 1997年03月26日 초승달 공주(三日月姫) [東芝EMI]

- 1996年11月07日 슬픔로켓2호(悲しみロケット2号) [東芝EMI]

- 1996年06月26日 너무 많이 바라고있어?나.(求めすぎてる?僕。)[東芝EMI]

- 1996年05月29日 모럴리티(モラリティー) [東芝EMI]

- S.D.R（自主제작반）

「S.D.R.」은 「진리・도덕・이상론」의 각각의 일본어 단어의 이니셜을 딴 것.현재 그의 팬클럽 명칭이 되어 있다.

### 앨범
- 2010年12月14日 오이카와 미츠히로 15주년기념 라이브베스트앨범(及川光博15周年記念ライヴベストアルバム) [TRICKSTAR RECORDS/喝采] (호화초회한정 메모리얼BOX 2CD+2DVD)

데뷔 15주년을 기념하여 베스트모음 형식도 겸하고 있는 2매 세트의 라이브앨범.
- 2010年02月24日 아름다운 우리들의 세계(美しき僕らの世界) [TRICKSTAR RECORDS/喝采] (초회반에는 특전DVD)

특전DVD에는 원맨쇼 투어 07/08「イチャイチャしたい。」(2007年12月14日＠NHK홀)에서의 미츠키요의 마지막 퍼포먼스,「강렬 로맨스(強烈ロマンス)」및「전략,달위에서.(前略、月の上から。)」의 뮤직 클립 수록.전자는 레코드 회사가 다르다는 벽을 넘어 수록된 것.
- 2008年11月05日 RAINBOW-MAN [TRICKSTAR RECORDS/喝采] (스페셜DVD)

- 2007年04月11日 FUNKASIA☆ [TRICKSTAR RECORDS/喝采] (초회반에는 특전DVD)

수록곡『キミノマニア』는 NHK 종합 테레비・교육 테레비・BS2・해외향의 NHK월드 프리미엄에서 방송한 1분간의 티비 드라마『엘 포포랏치가 간다!!(エル・ポポラッチがゆく!!)』의 이미지 송.오이카와는 이 프로그램의 열렬한 팬으로 스스로 악곡을 제공.
- 2006年12月21日 츠키노히카리(ツキノヒカリ) MEMORIAL BOX [TRICKSTAR RECORDS/喝采] (라이브 앨범,DVD및 포토 카드 세트 봉입)

- 2006年05月24日 博-HIRO- [TRICKSTAR RECORDS/喝采] (베스트 앨범,스페셜 DVD 봉입)

- 2006年05月24日 光-MITSU- [東芝EMI] (베스트 앨범,스페셜 DVD 봉입)

- 2005年10月26日 야상곡~녹턴~(夜想曲～ノクターン～) [TRICKSTAR RECORDS/喝采]

- 2004年12月22日 GOLD SINGER [TRICKSTAR RECORDS/喝采] (커버 앨범)

- 2004年06月09日 히카리모노(ヒカリモノ) [워너 뮤직 저팬]

- 2003年11月19日 셀룰로이드의 밤(セルロイドの夜) [Project-T]「토마 켄(東馬 健)」명의로 발매

- 2003年03月26日 사랑과 예술의 날들(愛と芸術の日々) [東芝EMI] (시디5매+DVD1매의 스페셜 박스 사양)

- 2002年11月20日 유성(流星) [워너 뮤직 저팬]

- 2002年03月27日 금렵구~생크추어리~(禁猟区～サンクチュアリ～) [東芝EMI] (라이브 앨범)

- 2001年12月06日 성역~생크추어리~(聖域～サンクチュアリ～) [東芝EMI]

- 1999年12月08日 니힐리즘(ニヒリズム) [東芝EMI] (베스트 앨범)

- 1999年07月07日 욕망도감(欲望図鑑) [東芝EMI]

- 1998年02月25日 거짓과 로망(嘘とロマン) [東芝EMI]

- 1996年07月10日 이상론(理想論) [東芝EMI]

『이상론(理想論)』~『욕망도감(欲望図鑑)』까지는 「하나츠바키 란마루(花椿蘭丸)」라는 캐릭터로써 곡을 부른 적이 있다.

### DVD
- 2010年 及川光博 원맨쇼 투어 2010 「美しき世界。」（2010年9月8日 킹레코드/喝采）LIVE

- 2009年 及川光博 원맨쇼 투어 08/09 「RAINBOW-MAN」（2009年7月8日 킹레코드/喝采）LIVE

- 2008年 及川光博 원맨쇼 투어 07/08 「イチャイチャしたい。」（2008年7月9日 TRICKSTAR RECORDS/喝采）LIVE

- 2007년 엔터테인먼트 장인 ~오이카와 미츠히로의 빛과 그림자 （2007年12月5日 테레비아사히/喝采）다큐멘터리

- 2007年 及川光博 원맨쇼 투어 06/07「君こそスターだ!!」（2007年8月8日 TRICKSTAR RECORDS/喝采）LIVE

- 2006年 ツキノヒカリ MEMORIAL BOX/Mr. MoonLight (2006年12月21日 TRICKSTAR RECORDS／喝采) LIVE

- 2006年 及川光博 원맨쇼 SPECIAL!!「일본무도관(日本舞踏館)」（2006年8月9日 TRICKSTAR RECORDS/喝采）LIVE

- 2005年 10 YEARS A GO GO!! DVD-BOX "GOLDEN GUY"（2005年7月13日 TRICKSTAR RECORDS/喝采）LIVE

- 2004年 Ride ON Baby!!（2004年12月1日 TRICKSTAR RECORDS/采喝）LIVE

- 2003年 「うたかた。」平成十五年 及川光博独演会（2003年8月6日 Warner Music Japan Inc）LIVE

- 2001年 「오이카와 미츠히로의 세계(及川光博の世界)」(비디오・클립모음)（2001年12月6日 東芝EMI）비디오클립

- 2001年 及川光博 원맨쇼 투어 2000FINAL「誰にも言っちゃダメだよ…。」（2001年3月28日 東芝EMI）LIVE

- 1998年 「광희난무(狂喜乱舞)」 (1998年10月7日) LIVE

- 1997年 「踊っていただけますか？」 (1997年12月10日) LIVE

### 비디오
※모두 도시바 EMI에서 발매
- 2001年 밋치 비디오 클립집「오이카와 미츠히로의 세계(及川光博の世界)」(비디오 클립)

- 2001年 오이카와 미츠히로 원맨쇼 투어 2000FINAL「誰にも言っちゃダメだよ…。」(LIVE)

- 1998年 광희란무(狂喜乱舞)(LIVE)

- 1998年 밋치의 베이베 세트(single&video)「나의 제리/오늘밤 핑크빛 클럽에서(僕のゼリー/今夜桃色クラブで。)」

- 1998年 밋치의 베이베 세트(single&video)「ご覧あそばせ」

- 1997年 踊っていただけますか?(LIVE)

### 투어
- 2011年04月~06月 오이카와 미츠히로 원맨쇼 투어 2011「LOVERS ONLY(大人の恋。)」

- 2010年12月 오이카와 미츠히로 황홀 나이트「가는 밋치 오는 밋치(ゆくミッチーくるミッチー)」SHIBUYA-AX

- 2010年03月~05月 오이카와 미츠히로 원맨쇼 투어 2010「아름다운 세계(美しき世界。)」

- 2009年12月 오이카와 미츠히로 황홀 나이트「가는 밋치 오는 밋치(ゆくミッチーくるミッチー)」SHIBUYA-AX

- 2009年07月20日 「여름이다!! 밋치마츠리!!(夏だ!! ミッチー祭り!!)」 ＠양국 국기관(両国国技館)

- 2008年12月 오이카와 미츠히로 황홀 나이트「가는 밋치 오는 밋치(ゆくミッチーくるミッチー)」SHIBUYA-AX

- 2008年12月~2009年03月 MITSUHIRO OIKAWA presents 「UNDER THE MIRRORBALL 08」

- 2008年03月28日 MITSUHIRO OIKAWA presents 「UNDER THE MIRRORBALL 08」

- 2007年12月 오이카와 미츠히로 황홀 나이트「가는 밋치 오는 밋치(ゆくミッチーくるミッチー)」SHIBUYA-AX

- 2007年12月~2008年03月 오이카와 미츠히로 원맨쇼 투어 07/08「イチャイチャしたい。」

- 2006年12月 오이카와 미츠히로 황홀 나이트「가는 밋치 오는 밋치(ゆくミッチーくるミッチー)」SHIBUYA-AX

- 2006年12月~2007年04月 오이카와 미츠히로 원맨쇼 투어 06/07「君こそスターだ！！」

- 2006年06月09日 오이카와 미츠히로 원맨쇼 투어 SPECIAL!!「日本舞踏館」@日本武道館　오후6시9분 개연

- 2006年02月06月 오이카와 미츠히로 원맨쇼 투어 2006「츠키노히카리:달빛(ツキノヒカリ)」

- 2005年12月 오이카와 미츠히로 황홀 나이트「가는 밋치 오는 밋치(ゆくミッチーくるミッチー)」SHIBUYA-AX

- 2005年12月~2006年02月 오이카와 미츠히로 라이브 투어 05/06「의지위에도 10년(意志の上にも10年)」

- 2004年12月 오이카와 미츠히로 황홀 나이트「가는 밋치 오는 밋치(ゆくミッチーくるミッチー)」SHIBUYA-AX

- 2004年12月~2005年04月 오이카와 미츠히로 원맨쇼 투어 04/05「오토코자카리(男盛り)」

- 2004年03月~06月 오이카와 미츠히로 원맨쇼 투어 2004「불순이성교유(不純異性交遊)」

- 2003年12月 오이카와 미츠히로 황홀 나이트「가는 밋치 오는 밋치(ゆくミッチーくるミッチー)」SHIBUYA-AX

- 2003年02月~04月 오이카와 미츠히로 원맨쇼 투어 2003「우타카타.(うたかた。)」

- 2002年12月 오이카와 미츠히로 황홀 나이트「가는 밋치 오는 밋치(ゆくミッチーくるミッチー)」SHIBUYA-AX

- 2002年11~12月 오이카와 미츠히로 라이브 투어 2002「자아!! 분명 써킷(さぁ！！きっとサーキット)」

- 2001年12月 오이카와 미츠히로 황홀 나이트「가는 밋치 오는 밋치(ゆくミッチーくるミッチー)」SHIBUYA-AX

- 2001年12月~2002年03月 오이카와 미츠히로 원맨쇼 투어 01/02「금렵구-생크추어리-」

- 2000年12月 오이카와 미츠히로 황홀 나이트(うっとりナイト)「신세기 에반Get it on!!」SHIBUYA-AX

- 2000年10月~12月 오이카와 미츠히로 원맨쇼 투어2000「아무에게도 말하면 안돼...(誰にも言っちゃダメだよ...。)」

- 1999年12月~2000年01月 오이카와 미츠히로 원맨쇼 투어 99/00「니힐한 앤틱쇼(ニヒルなあんちくSHOW)」일본 무도관 2days

- 1999年12月 황홀 나이트 밀레니엄!!「가는 밋치 오는 밋치(ゆくミッチーくるミッチー)」국립 요요기 경기장 제2체육관

- 1999年07月 한사람의 빅쇼 '99「요코시마♡아리나」요코하마 아리나

- 1999年5月~07月 원맨쇼 투어 '99「내가 아저씨가 되어도(私がおじさんになっても)」

- 1998年08月 한사람의 빅쇼 '98「마궁의 성전(魔宮の聖戦)」후지큐 사운드 코니퍼

- 1998年07月 LIVE TOUR'98「날개를 주세요.(翼をください。)」

- 1998年05月~07月 아카사카 BLITZ 4DAYS 공연

- 1998年03月 아카사카 BLITZ 4DAYS 공연

- 1997年12月 LIVE TOUR'97「따님을 저에게 주세요(お嬢さんを僕にください。)」

- 1997年11月 학원제 투어

- 1997年03月~04月 LIVE TOUR'97「생햄과 멜론(生ハムとメロン)」

- 1997年12月 첫 전국 투어「사요나라!! 언해피.(さよなら!!アンハッピー。)」

- 1996年10月~12月 첫 전국 투어「사요나라!! 언해피.(さよなら!!アンハッピー。)」

## 배우로써의 활동

### 드라마
- 2014年11月 WOWOW 드라마「악화(悪貨)」

- 2014年04月 후지 테레비 드라마「비터 블러드(ビター・ブラッド)」

- 2013年07月 TBS 드라마 일요극장「한자와 나오키(半沢直樹)」

- 2013年01月 테레비 아사히 드라마「노부나가의 쉐프(信長のシェフ)」

- 2011年10月 테레비 아사히 드라마「파트너(相棒) Season10」

- 2010年10月 테레비 아사히 드라마「파트너(相棒) Season9」

- 2010年10月 일본 NHK 대하드라마「료마전(龍馬伝)」

- 2009年10月 테레비 아사히 드라마「파트너(相棒) Season8」

- 2009年03月 테레비 아사히 드라마「파트너(相棒) Season7」(최종회 스페셜 게스트 출연)

- 2008年08月 일본 테레비계 드라마「히트 메이커 아쿠유 이야기(ヒットメーカー 阿久悠物語)」

- 2007年07月 드라마「빵빵녀와 절벽녀(山おんな壁おんな)」

- 2007年04月 드라마「호텔리어(ホテリアー)」

- 2007年03月 NTV 화요 드라마 골드「내 머릿속의 지우개(私の頭の中の消しゴム)」

- 2006年11月 후지 테레비 드라마「노다메 칸타빌레(のだめカンタービレ)」(제5화부터 출연)

- 2006年05月 TBS 드라마 사랑의 극장「나는 주부로소이다(吾輩は主婦である)」

- 2006年02月 HBC「초역사 미스테리 료마의 흑막(超歴史ミステリー　龍馬の黒幕)」

- 2006年01月 후지 테레비 드라마「서유기(西遊記)」(게스트 출연)

- 2006年01月 후지 테레비「킨다이치 코스케 시리즈 제삼작 여왕벌(金田一耕助シリーズ　第三作 女王蜂)」

- 2005年03月 테레비 아사히「부호형사(富豪刑事)」(최종회만 출연)

- 2004年10月 테레비 아사히 드라마「미스테리 민속학자 야쿠모(ミステリー民俗学者八雲樹)」

- 2004年01月 후지 테레비「후루하타 닌자부로 '모두 각하의 부하'(古畑任三郎　すべて閣下の仕業)」

- 2004年01月 후지 테레비「하얀 거탑(白い巨塔)」

- 2003年10月 TBS 드라마「맨하탄 러브 스토리(マンハッタンラブストーリー)」

- 2003年06月 일본 테레비 드라마「나의 마법사(ぼくの魔法使い)」(제8화에 게스트 출연)

- 2002年 NHK 대하 드라마「토시이에와 마츠(利家とまつ)」

- 2001年11月 NHK 금요 시대극「고벤의 동백(五瓣の椿)」(제3화에 게스트 출연)

- 2001年07月 TBS 드라마 도시바 일요 극장「사랑이 하고 싶어x3(恋がしたい 恋がしたい 恋がしたい)」

- 2001年04月 후지 테레비「러브 레볼루션(ラブレボリューション)」(제1화만 출연)

- 2000年10月 TBS 드라마 일요극장「오야지(オヤジぃ。)」

- 2000年03月 NHK 드라마「나들이옷,여기가 제일(晴れ着、ここ一番)」

- 1999年10月 후지 테레비 드라마「얼음의 세계(氷の世界)」

- 1998年04月 후지 테레비 드라마「WITH LOVE」

### 영화
- 2019年 너는 달밤에 빛나고(君は月夜に光り輝く)」(月川翔 감독) - 마코토 역

- 2018年 내부고발자들: 월급쟁이의 전쟁(七つの会議)」(ふくざわかつお 감독)

- 2018年1月 기도의 막이 내릴 때(祈りの幕が下りる時)」(ふくざわかつお 감독)

- 2010年12月「파트너(相棒)-극장판Ⅱ- 경시청 점거! 특명계의 가장 긴 밤(警視庁占拠! 特命係の一番長い夜)」(和泉聖治 감독)

- 2009年01月「프라이드(プライド)」(金子修介 감독)

- 2009年01月「클론은 집으로 돌아온다(クローンは故郷をめざす)」(中嶋莞爾 감독)

- 2008年08月「20세기 소년(20世紀少年)」(堤幸彦 감독)

- 2006年12月「오오쿠(大奥)」(林徹 감독)

- 2006年00月「일본침몰(日本沈没)」(樋口真嗣 감독)

- 2006年00月「내일의 기억(明日の記憶)」(堤幸彦 감독)

- 2005年10月「봄의 눈(春の雪)」(行定勲 감독)

- 2004年08月「IZO」(三池崇史 감독)

- 2004年05月「큐티 하니(キューティーハニー)」(庵野秀明 감독)

- 2004年04月「CASSHERN」(紀里谷和明 감독)

- 2003年11月「1980」(케랄리노 샌드로비치 감독)

- 2001年06月「천국에서 온 남자들(天国から来た男たち)」(三池崇史 감독)

- 2001年06月「맹수vs난쟁이 법사(盲獣vs一寸法師)」(石井輝男 감독)

- 2001年03月「이중주(連弾)」(竹中直人 감독)

- 2000年11月「표류가(漂流街)」(三池崇史 감독)

### 애니메이션
- 2004年07月 NHK 애니메이션 극장「아가사 크리스티의 명탐정 포와로와 마플」 (성우 담당)

- 1999年08月 애니메이션「소녀 혁명 우테나 어드레센스 묵시록」 (성우/엔딩 테마 담당)

### 무대
- 2001年03~06月 「모피의 마리(毛皮のマリー)」(연출/주연:미와 아키히로(美輪明宏）

### 광고
- 2010年03月 산토리 C.C.레몬

- 2009年02月 소프트뱅크 모바일 화이트가「이차회편」

- 2007年05月 닛신 식품『닛신 야키소바데키마시타.(日清　やきそばできました。)』

- 2007年01月 HONDA「에어 웨이브」날으는 말 편

- 2005年05月 아사히 맥주「DeW」

- 2004年11月 이상과학공업「프린트 놀이 jetV-10(プリントゴッコjetV-10)」

- 2004年07月 아리코「よくばり保険60」

- 2001年02月 NTT 커뮤니케이션즈「e콜(e コール)」

- 1999年08月 삿포로 맥주「JACK 엑설런트 브렌드(JACK エクセレントブレンド)」

- 1999年03月 쿄세라 PHS

- 1999年02月 써클K・디저트편

- 1998年06月 쿄세라 PHS

- 1998年04月 마츠모토 키요시(전국)

- 1997年10月 마츠모토 키요시(관동 한정)

### 비디오클립
- 우타다 히카루「누군가의 소원이 이루어질 때(誰かの願いが叶うころ)」게스트(DVD 2004년 7월 28일 발매)